# Njamenle
Njamenle (Nyamenle), bog neba pri Akanih v Gani
Edenkema je kot prvega ustvaril Njamelo. Z njim in svojo ženo Azele Jabo sestavljajo božjo trojico. Njamele je ljudjem podaril preročišče adunji.